# Marie-Martin-Jean-Alfred de Charry
Marie-Martin-Jean-Alfred de Charry, francoski general, * 1879, † 1952.